# Konkret
Конкрет (нем. konkret) — западногерманский журнал, выходящий с 1957 года (с перерывом с ноября 1973 г. по октябрь 1974 г.) по настоящее время. Ежемесячный «журнал о политике и культуре» занимает левую политическую позицию, позиционирует себя как «единственный левый публицистический журнал Германии», определяющий своё политическое лицо как «недогматический левый экстремизм».

## Предшественник
Предшественником «Конкрета» был издававшийся с 1955 года в Гамбурге Клаусом Райнером Рёлем «Студенческий курьер» (нем. Studentenkurier).

## Авторы
В журнале в разное время работали Ульрика Майнхоф, Петра Краузе, Карл-Хайнц Рот, Гюнтер Грасс, Генрих Бёлль, Руди Дучке, Даниэль Кон-Бендит и др.